# Десятиминутный разговор
«Десятиминутный разговор» (нидерл. Tienminutengesprek) — нидерландский короткометражный фильм, снятый в рамках проекта канала NTR Kort! режиссёром Джамиль ван Вейнгарден. Его премьера состоялась 2 октября 2018 года.

## Сюжет
Мефроу Марит вынуждена посетить школу своего сына Лукаса из-за недовольства одной из учительниц, Ивонн, его поведением. У Марит при этом также накопились свои претензии к системе образования и к работе Ивонн в частности. По её мнению, в начальной школе слишком мало места остаётся для выплеска детьми накопившейся энергии. Чем дольше длится беседа, тем отчётливее г-жа Ивонн осознаёт, что её сегодняшняя посетительница совсем не понимает, в чём же заключается работа педагога. Она пытается оставаться профессионалом, но после очередного упрёка уже не в силах сдержаться. Взрывная ярость Ивонн, копившаяся многие годы карьеры, наконец выходит наружу.

## В ролях
- Рэймонда де Кюпер[нидерл.] — Ивонн
- Рэнди Фокке[нидерл.] — Марит
- Сигер Слоот[фр.] — мужчина

## Награды и номинации
«Десятиминутный разговор» был отмечен двумя призами кинофестиваля ShortCutz Amsterdam в категориях «Лучший фильм» и «Лучшая женская роль» (Рэймонда де Кюпер), а также номинировался за режиссуру и сценарий. Он также был отмечен наградой за лучший короткий метр от Zilveren Krulstaart, двумя призами Кинофестиваля на Английской Ривьере («Лучшая комедия» и Приз зрительских симпатий) и статуэткой за лучший иностранный короткометражный фильм на МКФ в Эмдене.

## Критика
Автор Cinemagazine Патриция Смагге оценила фильм на 4 звезды, отметив актёрскую игру и сценарий с «забавными и чрезвычайно остроумными» диалогами, а также то, как удачно в сюжете обыграны многочисленные клише о начальном образовании. Критик De Groene Amsterdammer Вальтер ван дер Кои придерживается схожей точки зрения, при этом находя сходство с сериалом о школьной жизни «Мать вшей». По его словам, Марит и Ивонн представляют собой два наиболее часто встречающихся типа педагога и родителя. По мнению Элизы Хайзен (LINDA.), «Десятиминутный разговор» — это «убийственная комедия» с легкой узнаваемой историей из жизни начальной школы.